# Ramón Villeda Morales (cidade)
Ramón Villeda Morales é uma cidade hondurenha do departamento de Gracias a Dios.